# Franky Cheng
Congfu "Franky" Cheng, född den 15 augusti 1984 i Peking, är en kinesisk racerförare.

## Racingkarriär
Cheng körde i det brittiska F3-mästerskapet 2007, där han blev tvåa, vilket gjorde att han fick köra i A1GP för A1 Team China.
Cheng ställde också upp i Le Mans 24-timmars 2008, som den förste kinesen i loppets historia.